# Хайръм
Хайръм (на английски: Hyrum) е град в окръг Кеш, щата Юта, САЩ. Хайръм е с население от 6316 жители (2000) и обща площ от 10,1 km². Намира се на 1432 m надморска височина. ЗИП кодът му е 84319, а телефонният му код е 435.